# ACYP2
ACYP2 (англ. Acylphosphatase 2) – білок, який кодується однойменним геном, розташованим у людей на короткому плечі 2-ї хромосоми.  Довжина поліпептидного ланцюга білка становить 99 амінокислот, а молекулярна маса — 11 140.
| 10         |  | 20         |  | 30         |  | 40         |  | 50         |
| ---------- |  | ---------- |  | ---------- |  | ---------- |  | ---------- |
| MSTAQSLKSV |  | DYEVFGRVQG |  | VCFRMYTEDE |  | ARKIGVVGWV |  | KNTSKGTVTG |
| QVQGPEDKVN |  | SMKSWLSKVG |  | SPSSRIDRTN |  | FSNEKTISKL |  | EYSNFSIRY  |

A: Аланін

C: Цистеїн

D: Аспарагінова кислота

E: Глутамінова кислота

F: Фенілаланін

G: Гліцин

I: Ізолейцин

K: Лізин

L: Лейцин

M: Метіонін

N: Аспарагін

P: Пролін

Q: Глутамін

R: Аргінін

S: Серин

T: Треонін

V: Валін

W: Триптофан

Кодований геном білок за функцією належить до гідролаз. 
Задіяний у такому біологічному процесі як ацетиляція. 